# You Could Have It So Much Better
You Could Have It So Much Better ...With Franz Ferdinand är Franz Ferdinands andra album. Albumet producerades av Rich Costey som tidigare producerat band som Audioslave, Bloc Party, Mars Volta, Nine Inch Nails och Weezer. Albumet spelades in på en gård i Skottland, som Alexander Kapranos köpt speciellt för inspelningen av albumet. You Could Have It So Much Better spelades in under våren 2005 och släpptes den 3 oktober samma år.
Från början var det tänkt att alla Franz Ferdinands skivor skulle vara självbetitlade precis som debutalbumet. Skivorna skulle istället skilja sig åt genom motiv och färgteman som skulle beskriva respektive plattas stämning. I augusti meddelade bandet dock att man ändrat sig och att det andra albumets namn skulle vara Outsiders, men slutligen valde man att ge plattan namnet You Could Have It So Much Better.
Från albumet har "Do You Want To", "Walk Away", en omarbetad version av "The Fallen" och en "popversion" av "Eleanor Put Your Boots On" släppts som singlar.

## Låtlista
1. "The Fallen" - 3:42
2. "Do You Want To" - 3:35
3. "This Boy" - 2:21
4. "Walk Away" - 3:36
5. "Evil and a Heathen" - 2:05
6. "You're the Reason I'm Leaving" - 2:47
7. "Eleanor Put Your Boots On" - 2:49
8. "Well That Was Easy" - 3:02
9. "What You Meant" - 3:24
10. "I'm Your Villain" - 4:03
11. "You Could Have It So Much Better" - 2:41
12. "Fade Together" - 3:03
13. "Outsiders" - 4:02